# Starkenberg
Starkenberg là một đô thị thuộc huyện Altenburger Land, trong bang Thüringen, Đức. Đô thị Starkenberg có diện tích 23,66 km². Ngày 1 tháng 12 năm 2008, đô thị này hợp nhất các đo thị cũ Naundorf và Tegkwitz.